# Mont d'Or (Vaud)
Pour les articles homonymes, voir Mont d'Or.
Pour l’article ayant un titre homophone, voir Mont-Dore.
Le mont d'Or est un sommet des Préalpes vaudoises culminant à 2 174 mètres d'altitude dans le canton de Vaud en Suisse.

## Géographie
Le mont d'Or est situé sur la commune d'Ormont-Dessous au sud-ouest du col des Mosses. Par la crête orientée sud-ouest nord-est il est relié au Gros Van qui culmine à 2 189 mètres d'altitude. Le mont d'Or domine à l'est le col de la Pierre du Moëllé. Sur son versant sud-est coulent différents torrents alimentant la Grande Eau, un affluent du Rhône. Sur son versant nord-ouest différents ruisseaux alimentent le lac de l'Hongrin. Ce lac est un lac de barrage hydroélectrique qui a la particularité d'être topographiquement situé dans le bassin versant du Rhin mais de turbiner ses eaux dans le lac Léman dans le bassin du Rhône. Le mont d'Or est topographiquement sur la ligne de ligne de partage des eaux entre le bassin versant du Rhin au nord, et donc la mer du Nord, et le bassin du Rhône, et donc la mer Méditerranée.